# Крупський Михайло Олександрович
Миха́йло Олекса́ндрович Кру́пський рос. Михаил Александрович Крупский (* 25 квітня 1902, Санкт-Петербург — †18 вересня 1975) — інженер-віцеадмірал (9 травня 1961), вихователь спеціалістів для Військово-морського флоту СРСР, начальник Санкт-Петербурзького вищого військового училища радіоелектроніки (рос. ВВМУРЭ), інженер електро- і радіотехніки, педагог, керівник декількох військово-морських навчальних закладів, що виховали не одну тисячу висококласних фахівців для Військово-морського флоту СРСР, професор. Племінник Надії Крупської.

## Життєпис
- Народився 25 квітня 1902 р. у м. Санкт-Петербург, походив зі старовинного шляхетного роду Крупських (з Волинської губернії — Волині).
- Навчався у Реальному училищі в Гатчині, у школі № 4, на якій нині є меморіальна дошка (на стіні фасаду).
- В 1925 р. — продовжив навчання й з успіхом закінчив Військово-морське інженерне училище (нині Петербурзький Військово-морський інженерний інститут), захистивши дипломний проект з радіотехніки.
- Служив у лавах флоту на лінійному кораблі «Паризька комуна» Морських сил у Балтійському морі. 22 листопада 1925 р. він був зарахований «у списки лінкора на посаду молодшого помічника електротехніка», через чотири доби заступив на корабельну вахту вахтовим начальником. Займався зв'язком, став висококласним фахівцем. Під час корабельної служби Крупський М. вивчав наукові проблеми у царині зв'язку й брав активну участь у розгорнутій журналом «Морський збірник» дискусії про необхідність створення на кораблях самостійних підрозділів зовнішньому зв'язку.
- У 1928 р. — вступив на навчання на електротехнічний відділ факультету військового суднобудування Військово-морської академії, де він вступив до ад'юнктури при кафедрі радіотехніки. Був безпосереднім учасником досліджень електромагнітних коливань у радіотехнічній апаратурі різного призначення. Він був коло джерел зародження й розвитку багатьох галузей вітчизняної радіоелектроніки.
- У 1935 р. — був начальником відділу Служби спостереження й зв'язку факультету Військово-морської зброї тої академії. Крупський М. блискуче захистив дисертацію на тему: «Берегова технічна розвідка на морському театрі» військовий дій. Він дав аналіз і рецензію на книгу «Основи радіотехнічних розрахунків».
- 26 грудня 1937 р. — він не оминув репресій, і був арештований спецслужбою СРСР у справі Маршала Радянського Союзу Тухачевського М. М. «про участь у військово-фашистській змові». У цей період Крупський М. був військовим інженером 2-го рангу і капітаном 3-го рангу (1937—1938 рр.). Півроку він провів у в'язниці Управління НКВС Ленінградської округи, був звільнений й отримав реабілітацію. Відновили його на службі в липні. А 8 серпня 1938 р. він поступив на службу на посаду старшого викладача спеціальних предметів Військово-морського училища зв'язку ім. Г. К. Орджонікідзе. Вів курс по радіотехніці, готував нові навчальні плани під розширення штатів першого в СРСР самостійного навчального закладу з вишколу командирів — зв'язківців.
- В квітні 1939 р. — його затвердили на посаді начальника спеціального циклу рос. ВМУС ім. Г. К. Орджонікідзе.
- У жовтні 1939 р. — його Військово-морське училище зв'язку було переформовано в гідрографічне училище, з комплектацією у Вище військово-морське Червонопрапорне училище ім. М. В. Фрунзе (назване потім Петербурзький військово-морський інститут — Морський корпус Петра Великого). Стає військовим інженером 1 рангу (капітаном 2-го рангу), приступив до виконання посади начальника кафедри Служби спостереження й зв'язку. Як дипломованого фахівця — зв'язківця, ученого із солідним адміністративним і педагогічним досвідом його відрядили в Управління військово-морських навчальних закладів, де він служив понад рік.
- 18 січня 1940 р. — одержав призначення бути начальником Вищого військово-морського інженерного училища ім. Ф. Е. Дзержинського. Маючи гарну теоретичну й практичну підготовку, володіючи досвідом роботи в апараті управління, він легко контролював навчальну й виховну роботу в училищі, чітко представляв можливості кафедри і вчасно планував відновлення їх технічної оснащеності, неодноразово звертав увагу командування, керівництва вищої й середньої спеціальної освіти на проблеми освіти, вказував на можливі наслідки для країни від стратегічних помилок в освітній політиці.
- 22 лютого 1944 р. присвоєно звання інженер-контрадмірала.
- У березні 1948 р. — в добу репресій і в оточенні недолугості він мав сміливість проявляти характер. Був призначений начальником Військово-морської академії кораблебудування й озброєння ім. А. М. Крилова, але вже у вересні наступного року був знятий з посади. Потім очолював Вищі радіотехнічні офіцерські класи ВМС і служив в Управлінні ВМС (рос. ВМУЗ). Був офіцером політичного управління Балтійського флоту.
- У 1956–1960 рр. — інженер контрадмірал Крупський М. стає начальником училища у ново утвореному Вищому військово-морському інженерному радіотехнічному училищі рос. ВВМИРТУ (дислокація в м. Гатчина до 1960 р.), після травня 1960 р. об'єднано два навчальних заклади «рос. ВВМИРТУ» й «рос. ВВМУС» ім. Попова з новою назвою Вище військово-морське училище радіоелектроніки ім. А. С. Попова (дислокація у м. Петродворець).
- У 1960 — 1966 рр. — Крупський М. став начальником Петербурзького вищого військово-морського училища радіоелектроніки ім. Попова (рос. ВВМУРЭ.) М. А. Крупський часто особисто виїжджав на флоти для перевірки практики курсантів на кораблях і в берегових підрозділах. Він жваво цікавився рівнем підготовки майбутніх зв'язківців, вимагав від флагманських фахівців об'єктивних даних про слабкі місця в підготовці нових кадрів, а потім виробляв заходи щодо поліпшення роботи професорсько-викладацького складу училища, пошуку нових форм і метод навчання, у посиленні одних дисциплін і переплануванню інших, що постійно обговорював на засіданнях Вченої Ради училища. Про нього писали, що «училищем командує впевнено, проявляючи розумну ініціативу, волю й наполегливість». Завдяки Крупському М. в училищі особлива увага приділялась ремонтній підготовці, умінню швидко відшукувати й усувати ушкодження, умінню грамотно вибирати частоти для радіозв'язку, експлуатувати антенно-фідерні обладнання, користуватися вимірювальними приладами. Ці його заходи надалі сприятливо позначалися на якості тривалих автономних плавань надводних кораблів і підводних човнів Вітчизняного Військово-морського Флоту. Досвідчений методист Крупський М. тактовно й ненав'язливо виявляв підлеглим офіцерам допомогу в підвищенні майстерності викладання. Колеги вважали його скромним, тактовним, пунктуальним, високопорядним, самостійним і сумлінним співробітником. Випускники та колеги назвали це: «Епоха Крупського».
- 9 травня 1961 р. присвоєно звання інженер-віцеадмірала.
- У 1962 р.  присвоєно вчене звання професора.
- У 1966 р. — консультант Вченої ради Військово-морської академії.
- У 1968 р. — звільнений у відставку «через хворобу, з оголошенням подяки, із правом носіння військової форми одягу, з вислугою 49 років». Почав трудитися в Науково-дослідному інституті зв'язку ВМФ СРСР.
- Помер 18 вересня 1975 р., і похований на Серафімовському цвинтарі м. Ленінград. Залишилися книги його авторства.

### Нагороди, пам'ять
- 9 травня 1961 р. — «за великі заслуги в справі підготовки висококваліфікованих офіцерських кадрів для Військово-морського флоту» був нагороджений орденом Трудового Червоного Прапора.
- Експедиційне океанографічне судно ВМФ Росії названо іменем «Михайло Крупський» рос. Крупский Михаил.

### Особисте життя
- Його син і онук — Володимир Михайлович і Олександр Володимирович були офіцерами ВМФ капітанами 2 рангу, вони продовжують династію військовослужбовців цієї гілки роду Крупських[1].
- Нині на флоті служить випускник Військово-морського інституту радіоелектроніки ім. А. С. Попова старший лейтенант Михайло Олександрович Крупський, згодом був підвищений в посаді (в 2002 р. продовжив службу у Військовій академії Генерального штабу Збройних сил Російської Федерації у м. Москва).